# 西川村 (高知県)
西川村（にしがわむら）は、昭和の大合併で消滅した村。高知県の東部に位置していた。
1955年4月1日、香美郡岸本町・徳王子村・山北村・山南村・西川村・東川村が対等合併し、香我美町となったために消滅した。尚、東川村と西川村は一部が分村している。以下は合併前日までの情勢である。

## 地理

### 隣接する自治体
- 安芸市
- 香美郡
  - 野市町
  - 美良布町
  - 夜須町
  - 在所村
  - 槙山村
  - 山北村
  - 山南村

## 歴史

### 近現代
- 1889年4月1日 - 香美郡西川村が成立。
- 1955年4月1日 - 近隣町村との合併により香我美町となり消滅。但し大字口西川、中西川、奥西川の一部は美良布町（大宮町から香北町を経て現香美市）、大字舞川のうち轟部落は安芸市、大字舞川のうち字宮ノナロ、梅ノ本、地蔵、宮ノ畝、木トヲ、瀬ツカイ、古宮トコ、中屋、ウルシ、シヨヲガナロ、スミトコ、リウガノ、ナラベ、シヨガノ、カゲハルヘ、永ノ本、チョシ、枝谷、トヲド、赤木谷、ヒソノ谷、奥セツカイを槙山村（物部村を経て現・香美市）に分割編入。

## 学校
- 西川村立奈良小学校
- 西川村立舞川小学校
- 西川村立西川小学校
- 西川村立西川中学校
- 西川村立舞川中学校